# Giorgio Luzzi

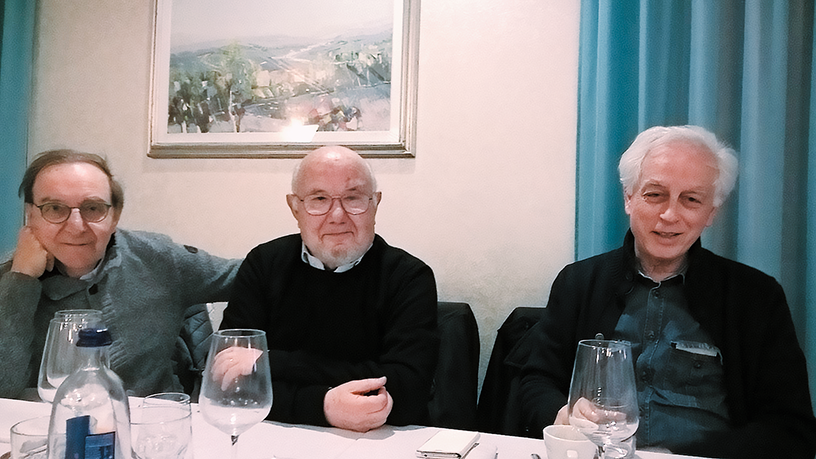
Giorgio Luzzi (a sinistra) e Eugenio De Signoribus (a destra) con Alfredo Luzi, studioso di poesia contemporanea.

Giorgio Luzzi (Rogolo, 7 gennaio 1940) è un poeta, saggista, critico letterario e traduttore italiano.

## Biografia
Ha studiato al liceo classico a Sondrio e ha conseguito due lauree, la prima in Giurisprudenza a Pavia e l'altra in Lettere Moderne a Torino, città nella quale vive dai primi anni settanta. Ha lavorato come dirigente pubblico nel settore dell’istruzione, successivamente come docente di italiano e storia nelle sezioni serali di Istituti Tecnici del capoluogo piemontese.
Tra le sue amicizie letterarie formative, quelle di Andrea Zanzotto, Giovanni Raboni, Luciano Erba, Giancarlo Majorino, David Maria Turoldo e Camillo De Piaz.
La sua suite Rogo alla Thyssen-Krupp, riferita alla tragedia dell’incendio torinese del 2007, è stata musicata da Adriano Guarnieri e rappresentata con il titolo Lo stridere luttuoso degli acciai a Torino e a Reggio Emilia, messa in scena Controluce - Teatro d’Ombre (rispettivamente Teatro Astra, 4-7 dicembre 2014 e Teatro Valli 23 ottobre 2015).
Nel 2017 è usicto un volume monografico di Patrick Cherif che sistematizza la produzione bibliografica di Luzzi. In particolare vi è presente una sezione di voci su “Plaquettes, poesie sparse e testi vari” (pp. 142–146) che documentano le collaborazioni di Luzzi con artisti (pittori, scultori, incisori); tra queste voci sono numerose quelle relative a testi di Giorgio Luzzi – su temi prevalentemente letterari e di arte contemporanea – pubblicati in giornali o riviste tra i quali: il “Giornale del Popolo” di Lugano, “Poesia”, “L'Indice dei libri del mese”, “Paragone”.
Sul sito del Museo Etnografico Tiranese è ospitata, a cura di Bruno Ciapponi Landi, una galleria di pubblicazioni di Giorgio Luzzi, accompagnata da un suo “Autoritratto”.

## Opere principali

### Poesia
- Corniche, con disegni di Eugenio Comencini, Cens, Liscate-Milano 1985.
- Epilogo occitano, L’Arzanà, Torino 1990.
- Mosaico dei rifugi, Crocetti, Milano 1990.
- Allegretto e dipinto, introduzione di Silvio Ramat, Galleria Pegaso Editore, Forte dei Marmi 1994.
- Predario, Marsilio, Venezia 1997.
- Talìa per pietà, Scheiwiller, Milano 2003.
- Sciame di pietra, Donzelli, Roma 2009.
- Disgeli, Neos, Rivoli 2014.
- Troppo tardi per Santiago, postfazione di Giovanni Tesio, Aragno, Torino 2015. ISBN 978-88-8419-708-5
- Da che mondo. Poesie 1976-2016, con un saggio di Rodolfo Zucco, Sedizioni, Milano 2017.

### Narrativa
- L’incomparabile Banderas, illustrazioni di Alda Bernasconi, Ulivo, Balerna (CH) 1999.
- La traversata, L’Epos, Palermo 2005.
- “Vedovella celeste” e altri racconti, Carabba, Lanciano (CH) 2019. ISBN 978-88-6344-574-9

### Teatro
- Non a New York, Neos, Rivoli 2013.

### Saggistica e pubblicistica

#### Monografie e antologie
- Poeti della Linea Lombarda 1952-1985, Cens, Liscate 1987.
- Poesia italiana 1941-1988: la via lombarda. Diciannove poeti contemporanei scelti, antologizzati e introdotti da Giorgio Luzzi, Marcos y Marcos, Milano 1989 (anche in tiratura riservata a Giampiero Casagrande Editore, Lugano 1989. ISBN 88-7795-031-5).
- Poeti del Piemonte, Forum, Forlì 1983.
- L'altissima allegria. Saggi e prose per Turoldo, Servitium, Bergamo 2002.
- Per una storia della poesia di Paolo Valesio, Gedit, Bologna 2008.

#### Contributi in volume
- “La poesia di Renzo Modesti”, introduzione a Renzo Modesti, La rabbia la paura e altro (Romanzo 1976-1978), Milano, Scheiwiller, 1981, pp. 5–23.
- “Figurazione e defigurazione in Frontiera”, in Dante Isella (a cura di), Per Vittorio Sereni. Convegno di poeti (Luino, 25-26 maggio 1991), All’Insegna del Pesce d’Oro, Milano 1992, ISBN 978-88-444-1205-0.

### Curatele
- Andrea Zanzotto, Poesie 1938-86, L'Arzanà, Torino 1987.
- Paolo Pozzo, Della voce e l’ombra. Poesie 1967-1987, L'Arzanà, Torino 1989.
- David Maria Turoldo, Nel lucido buio. Ultimi versi e prose liriche, BUR Rizzoli, Milano 2001.

### Traduzioni
- Rainer Maria Rilke, La vita di Maria (con Antonio Santini), Cens, Liscate 1993.
- Guillaume Apollinaire, Le più belle poesie, Crocetti, Milano 1994.
- Jacques Prévert, Le più belle poesie, Crocetti, Milano 1995.
- Charles Baudelaire, ‘Il vino di Baudelaire’ da “Les Fleurs du Mal”, con immagini di Marco Seveso, Torino 1995, edizione f.c.
- Francis Jammes, L'Angelus di Jammes. Una traduzione e la sua storia, Galleria Pegaso Editore, Forte dei Marmi 1996.
- Johann Wolfgang Goethe, All'alta memoria di Howard, con sei acqueforti di Francesco Franco, El Peilo Editore, Mondovì 1999.
- René Char, La fontana narrativa, con nove immagini di Marco Seveso e una nota di Marc Bonneval, Barbero, Torino 2001.
- Volker Braun, La sponda occidentale, a cura di Anna Chiarloni e Giorgio Luzzi, Donzelli, Roma 2009.

## Premi
- Premio di poesia e narrativa “Silvio Bellezza” - Città di Lanzo 1992.
- Premio Letterario Nazionale Ceppo 1995 (sezione Poesia: Giorgio Luzzi)[5].
- Premio Feronia - Città di Fiano “Filippo Bettini” 2015 (sezione Poesia: Disgeli, Neos, Rivoli 2014)[6].